# Jun Takata
Jun Takata (高田 純 Takata Jun?,  nacido el 6 de diciembre de 1977 en Mihara, Hiroshima) es un exfutbolista japonés. Jugaba de delantero y su último club fue el Vegalta Sendai de Japón.

## Trayectoria

### Clubes
| Club                | País  | Año         |
| ------------------- | ----- | ----------- |
| Sanfrecce Hiroshima | Japón | 1996        |
| Vegalta Sendai      | Japón | 1997 - 1999 |